# Grassberry River
Der Grassberry River ist ein etwa 120 km langer linker Nebenfluss des Mossy River in der kanadischen Provinz Saskatchewan. 

## Flusslauf
Der Grassberry River hat seinen Ursprung im Sarginson Lake, einem See 240 km nordöstlich der Stadt Prince Albert. Der Saskatchewan Highway 106 (Prince Albert–Flin Flon) kreuzt den Flusslauf nach etwa einem Kilometer, kurz bevor der Grassberry River den Limestone Lake erreicht. Der Fluss verläuft am westlichen Rand des Kanadischen Schildes. An seinem Lauf liegen noch folgende weitere Seen: Bigstone Lake, Acheninni Lake, Riecke Lake, Suggi Lake und Windy Lake. Unterhalb des Windy Lake fließt der Grassberry River noch 36 km nach Süden, bevor er auf den Mossy River trifft. Das Einzugsgebiet umfasst etwa 2100 km². 